# Sinja Dieks
Sinja Dieks (* 26. März 1986 in Unna) ist eine deutsche Schauspielerin.

## Leben
Sinja Dieks stand bereits als Kind im Zirkus vor einem großen Publikum. Parallel zu ihrem Abitur absolvierte sie eine Tanzausbildung, es folgte von 2008 bis 2012 das Schauspielstudium an der Hochschule für Film und Fernsehen Konrad Wolf in Potsdam. Während des Studiums spielte Dieks in Fernsehserien wie Tatort, Polizeiruf 110 oder Bella Block. Mit ihrer ersten Hauptrolle in der Märchenverfilmung von Die sechs Schwäne wurde Sinja Dieks für den Deutschen Schauspielerpreis nominiert. In dem internationalen Kinospielfilm The Berlin File stand sie als Spionin neben Thomas Thieme vor der Kamera, gedreht wurde in Korea, Riga und Berlin. Sie spielte weitere Charakterrollen: im Tatort: Blackout wird sie mit K.-o.-Tropfen außer Gefecht gesetzt, in Mord in bester Gesellschaft spielt sie eine Drogenabhängige. In Matula unter der Regie von Thorsten Näter mimte sie eine Einzelgängerin auf der Suche nach den Gründen für den Tod ihrer Mutter.
2018 entdeckte das italienische Fernsehen Sinja Dieks und besetzte sie als „die kühle Deutsche“ für die Serie Die Bergpolizei – Ganz nah am Himmel. Im selben Jahr drehte sie den ZDF-Thriller Getrieben neben Petra Schmidt-Schaller und Ulrike C. Tscharre und wurde für den Bozen-Krimi von Thorsten Näter für eine feste Ensemble-Hauptrolle besetzt. Ebenfalls 2018 wurde sie mit ihrem Drehbuchstoff für einen 90-Minüter Ich sehe das, was du nicht siehst von der Drehbuchwerkstatt der Hochschule für Fernsehen und Film München als eine von neun Stipendiatinnen ausgewählt. Ebenfalls ausgezeichnet wurde Dieks mit dem Nürnberger Autorenstipendium, das jährlich von der Stadt Nürnberg und dem Bayerischen Rundfunk vergeben wird.
Dieks ist mit dem Schauspieler Max Woelky liiert, mit dem sie auch ein Kind hat.

## Filmografie (Auswahl)
- 2009: Souvenirs (Regie: Florianphilipp Gaull)
- 2012: Bella Block: Der Fahrgast und das Mädchen (Fernsehreihe)
- 2012: Großstadtrevier (Fernsehserie, Folge Was Altes, was Neues und was Blaues)
- 2012: SOKO Wismar (Fernsehserie, Folge Schlechter Umgang)
- 2012: Die sechs Schwäne (Fernsehfilm, Regie: Karola Hattop)
- 2013: Letzte Spur Berlin (Fernsehserie, Folge Familienehre)
- 2013: Notruf Hafenkante (Fernsehserie, Folge Party-Crasher)
- 2014, 2020: In aller Freundschaft (Fernsehserie, Folgen Über die Grenzen, Auf leisen Sohlen)
- 2014: Unter anderen Umständen: Falsche Liebe (Fernsehreihe)
- 2014: Tatort: Blackout (Fernsehreihe)
- 2015: SOKO Köln (Fernsehserie, Folge Tod eines Rappers)
- 2015: In aller Freundschaft – Die jungen Ärzte (Fernsehserie, Folge Sei ehrlich mit Dir selbst)
- 2015: Die Bergretter (Fernsehserie, 2 Folgen)
- 2015: Ein Sommer in Barcelona (Fernsehfilm, Regie: Dirk Regel)
- 2015: Mord in bester Gesellschaft: Bitteres Erbe (Fernsehreihe)
- 2015: Der Bergdoktor – Wunschkind (Fernsehreihe)
- 2016: SOKO München (Fernsehserie, Folge Der Kuss)
- 2016: Vater, Mutter, Hitler – Vier Tagebücher und eine Spurensuche (Fernsehfilm, Regie: Tom Ockers)
- 2017, 2023: Der Staatsanwalt (Fernsehserie, verschiedene Rollen, 2 Folgen)
- 2017: Tatort: Tanzmariechen
- 2017: Matula (Fernsehfilm)
- 2017: Bad Cop – kriminell gut (Fernsehserie, Folge Gestern ist heute)
- 2017: Der Kriminalist (Fernsehserie, Folge Esthers Geheimnis, Zweiteiler)
- 2017: Lena Lorenz: Gegen alle Zweifel (Fernsehreihe, Zweiteiler)
- 2018: Inga Lindström: Lilith und die Sache mit den Männern (Fernsehreihe)
- 2018: Der Alte (Fernsehserie, Folge Die Kunst des Scheiterns)
- 2018: Die Heiland – Wir sind Anwalt (Fernsehserie, Folge In dubio pro reo)
- 2018: Nord Nord Mord: Sievers und die Frau im Zug (Fernsehreihe)
- 2018: Getrieben (Fernsehfilm)
- 2019: SOKO Donau/SOKO Wien (Fernsehserie, Folge Ritterschlag)
- 2019: Die Bergpolizei – Ganz nah am Himmel (Un passo dal cielo, Fernsehserie, 6 Folgen)
- 2019–2021: Der Bozen-Krimi (Fernsehreihe) → siehe Hauptdarsteller
- 2020: Wilsberg: Wellenbrecher (Fernsehreihe)
- 2020: SOKO Leipzig (Fernsehserie, Folge Einmal um die ganze Welt)
- 2020: SOKO Stuttgart (Fernsehserie, Folge Placeboeffekt)
- 2021: Der Zürich-Krimi: Borchert und die Zeit zu sterben (Fernsehreihe)
- 2021–2022: Käthe und ich (Fernsehserie, 3 Folgen)
  - 2021: Im Schatten des Vaters
  - 2021: Das Adoptivkind
  - 2022: Freundinnen für immer
- 2022: Inga Lindström: Schmetterlinge im Bauch (Fernsehreihe)
- 2022: München Mord: Schwarze Rosen (Fernsehreihe)
- 2022: Mein Name Ist Vendetta (Il mio nome è vendetta)
- 2022: Jenseits der Spree (Fernsehserie, Folge Tommy)
- 2024: Die Notärztin (Fernsehserie, 4 Folgen)